# С гол в ръката...
„С гол в ръката...“ е третият студиен албум на българската рок група Хиподил, издаден през 1996 година от Riva Sound Records. Албумът отбелязва известно отдалечаване на групата от установения в предишните албуми стил и е белязан от множество експерименти със стила и звученето на песните, привнасянето на нови влияния, включително изобилие от ска-мотиви.
„С гол в ръката...“ така и не достига успеха на предишния албум на групата „Некъф ужас, некъф ат“, нито на следващия „Надървени въглища“.

## Музиката
Някои от песните като „Дращя с нокти“, „Като слънце“ и „Спрете ни тока“ отново предлагат типичните за групата игри на думи, пародии и подигравки с известните на деня. „3X3“ е откровена пародия на попфолка, а финалната „Нова грацка песен“ предлага танго-ритъм, смесен с тежки китарни рифове и особено циничен текст.

## Песни
1. „Балада за братята Холик“
2. „Трипер“
3. „Овци“
4. „С гол в ръката...нож“
5. „Като Слънце“
6. „Иска ми се...“
7. „Спрете ни тока“
8. „3X3“
9. „Дращя с нокти“
10. „Член“
11. „Детската градина“
12. „Аферата „Драйфус““
13. „Бременските музиканти“
14. „Нова грацка песен“

## Музиканти
- Светослав Витков – вокали
- Петър Тодоров – китари
- Венци Басистчето – бас китара
- Лъчезар Маринов – барабани